# Racemització dels aminoàcids
La racemització dels aminoàcids és la conversió lenta dels aminoàcids de la forma L (levogira) a la forma D (dextrogira). Aquest fenomen és utilitzat per a la datació en geologia i arqueologia. La racemització és un procés que acaba quan els aminoàcids de les proteïnes tenen aproximadament un equilibri del 50% entre les formes levògires i dextrògires. Com que el procés està fortament influenciat per la temperatura si s'utilitza l'índex de racemització per datar una mostra orgànica (ossos i conquilles de mol·luscs, principalment), cal conèixer la correlació climàtica del jaciment i les seves condicions d'humitat.